# Antologia llatina
L'Antologia llatina (en llatí: Anthologia latina) és un recull de poemes en llatí, elaborat probablement a l'Àfrica romana durant el segle vi. Conté en essència poemes d'escriptors africans tardans, però també inclou petits poemes i epigrames de vegades atribuïts a Sèneca o a Petroni, i un recull de textos de grans escriptors antics.

## Context
La recopilació, molt heterogènia pel que fa als gèneres poètics representats, és obra de pedagogs locals. És un testimoni fonamental del clima intel·lectual de l'Àfrica romana en la seva última etapa, és a dir, l'època de l'Imperi Romà d'Orient que s'hi va instal·lar després de l'ocupació pels vàndals d'aquella regió.
L'ensenyament a l'escola va ser l'últim reducte de la cultura clàssica, en una terra de cultura llatina antiga, però que, després de la crisi del segle iii i després sobretot de la dominació dels vàndals (435-533) va experimentar una ràpida desintegració social i cultural. La reconquesta per part de l'Imperi Romà d'Orient no va poder aturar aquesta decadència: l'Àfrica romana, com a civilització, va desaparèixer ràpidament quan va patir la invasió musulmana al segle viii.
Aquest poemari es va recopilar amb la voluntat de conservar i transmetre d'alguna manera l'antiga tradició literària. Dona testimoni d'unes obres i d'uns autors que d'altra manera s'haurien perdut.

## Contingut
La part més important d'aquesta Antologia la forma l'anomenat Codex Salmasianus, un manuscrit del segle vii escrit amb lletra uncial que porta el nom de Claude Saumaise (Claudius Salmasius), un humanista i filòleg francès mort l'any 1635 que el va descobrir i en va ser propietari. Actualment el manuscrit es conserva a París. Hi ha també un segon Còdex que recull alguns poemes, cronològicament posterior, el Thuaneus-Parisinus 8071, amb un contingut diferent.
El Codex Salmasianus és una col·lecció de poesies que comença amb autors de l'època clàssica i que va anar incorporant diversos textos. Una part molt important la formen un conjunt de poemes relacionats amb els vàndals, fins a l'últim rei, Gelimer, que va regnar des del 530 al 533. Una de les últimes incorporacions al Codex va ser el Liber epigrammaton, de Luxori, que canta el palau del rei Hilderic, que va regnar entre els anys 523 i 530. La part més antiga del Codex Salmasianus és probablement del segle ii, de l'època dels Antonins, i recull la poesia sentimental que llavors s'escrivia.
A més d'aquesta obra s'incorporen a l'Antologia llatina diversos còdex de l'època carolíngia, i gran quantitat de Carmina epigraphica, epigrames en vers, sobretot procedents d'epitafis.

## Autors inclosos a l'Antologia
Les edicions que es fan actualment amb el títol d'Antologia llatina inclouen diverses composicions que no es troben a la recopilació original que donaven els còdexs Salmasianus i Thuaneus. Per exemple, hi ha alguns poemes més llargs que la mitjana, que acostumen a entrar en el gènere de la poesia didàctica, i tracten tot tipus de temes, com la mètrica, la medicina, la moral i la caça, i diversos Carmina epigraphica.
Entre les nombroses obres incloses a l'Antologia llatina original, la majoria anònimes i de qualitat molt variable, s'hi troben alguns poetes coneguts. No sempre és fàcil datar els autors i les obres, sobretot perquè els noms i les composicions que s'inclouen a la col·lecció només es coneixen per aquests textos.

### Florus
L'Antologia incorpora breus passagtes d'un tal Florus que, segons alguns crítics, es podria identificar amb avec l'historiador Luci Anneu Florus, autor d'una obra anomenada Epitome de Gestis Romanorum basada en Titus Livi que va viure cap a la primera meitat del segle ii, Altres autors diuen que va ser un autor diferent.
Els poemes estan quasi tots escrits en tetràmetres trocaics, un des metres usats en aquell temps.

### Pentadi
El poeta Pentadi va viure probablement al segle iii. Només es coneixen alguns poemes seus: uns epigrames, un Cupido enamorat en setze hexàmetres, un altre anomenat De adventu veris ('El retorn de la primavera') i també De fortuna, dos poemes breus en versos elegíacs (de 22 versos la primera i de 36 la segona).
Les seves composicions, plenes d'erudició i de reminiscències clàssiques gregues i llatines, estan dedicades al renaixement del món i a temes mitològics.

### Reposià
Reposià va ser l'autor d'un poema èpic breu de contingut mitològic titulat De concubitu Martis et Veneris, que s'acostuma a datar al segle iii, però alguns autors la fan del segle iv i fins i tot del segle v.
L'argument de la composició, un poema breu de 182 hexàmetres, parteix d'un episodi del cant vuitè de l'Odissea: Vulcà descobreix que Venus l'enganya amb Mart i castigas als dos amants, adormits després d'haver fet l'amor, lligant-los l'un a l'altre, amb una cadena màgica, i quan tots dos es van despertar, van ser la burla dels altres déus. Els versos són elegants i erudits.

### LaPervigilium Veneris
La Pervigilium Veneris o 'Vigília de les Festes de Venus', és potser l'obra més valuosa dels còdexs inclosoa a l'Antologia llatina. És un text anònim escrit en 93 tetràmetres trocaics. S'ha atribuït a Catul, a Apuleu, a Luci Anneu Florus i a Tiberià, un poeta del segle i. No es pot datar amb certesa, ja que hi han semblances estilístiques amb el gust dels poetae novelli de finals del segle ii, però alguns investigadors diuen que la composició és una època posterior, potser de finals del segle vi.
L'argument del poema és la descripció de les festes de Venus amb motiu de la primavera, segons una tradició de Sicília, on durant una vetlla (d'aquí el títol), s'invoca la deessa per perquè fertilitzi els camps.
El que distingeix aquest poema és el seu estil, on la buscada senzillesa d'expressió permet uns girs estilístics propis del llenguatge popular, tot i el classicisme del conjunt, i atorga una sensació de frescor a tota la composició.

### Vespa
Vespa un poeta que va escriure al segle iii va escriure un tipus de composició totalment diferent. Un entreteniment satíric de 99 versos hexàmetres amb llenguatge popular, el Judicium coci et pistoris judice Vulcano ('Les disculpes del cuiner i del forner, arbitrades per Vulcà'), que explica l'enfrontament de dos artesans que discuteixen sobre la preeminència de les seves professions, amb el déu Vulcà com a àrbitre.
Vespa era un mestre del gènere polèmic, i viatjava de ciutat en ciutat donant conferències remunerades. En aquest poema, satiritza amb habilitat el seu propi ofici, mostrant als dos protagonistes mentre defensen les seves tesis amb arguments mitològics i filosòfics de gran subtilitat, tot barrejat amb les referències culinàries més apetitoses.

### Hosidi Geta
Hosidi Geta, que va viure al segle iii, es va distingir per escriure en centons, poemes que barregen versos o fragments de versos, extrets d'autors clàssics, i creen un text completament nou, en la forma i en el contingut. L'autor utilitza els versos de Virgili. El cita Tertul·lià, de qui segurament n'era contemporani, a De præscriptione hæreticorum i fa referència a una de les seves tragèdies titulada Medea escrita en hexàmetres virgilians, una obra que recorda la Medea de Sèneca, per la forma i per l'estil.

### Altres autors
Entre els molts altres poetes africans que apareixen a l'Antologia hi ha: Flavi Fèlix, autor d'uns Epigrammi. Florentí, que va compondre un panegíric del rei vàndal Trasamund. Luxori, poeta que va alabar al rei Hilderic. Sinfosi, escriptor de cent endevinalles. Per a la majoria d'aquestes obres, la datació és molt difícil, si no impossible.